# Capellades (kommun)
Capellades är en kommun i Spanien.   Den ligger i provinsen Província de Barcelona och regionen Katalonien, i den östra delen av landet, 500 km öster om huvudstaden Madrid. Antalet invånare är 5 439. Arean är 2,9 kvadratkilometer. Capellades gränsar till La Torre de Claramunt, Vallbona d'Anoia och Cabrera d'Anoia. 
Terrängen i Capellades är platt västerut, men österut är den kuperad.